# جوستافو كوينتيروس
جوستافو كوينتيروس (بالإسبانية: Gustavo Quinteros) (مواليد 15 فبراير 1965) هو لاعب كرة قدم سابق أرجنتيني بولويفي يدرب حالياً نادي الوصل الإماراتي . لعب مع منتخب بوليفيا لكرة القدم. سبق له أن لعب في كأس العالم لكرة القدم مع منتخب بلاده درب سابقاً نادي النصر السعودي.

## روابط خارجية
- جوستافو كوينتيروس على موقع قاعدة بيانات كرة القدم.إي يو (الإنجليزية)
- جوستافو كوينتيروس على موقع ناشيونال فوتبول تيمز (الإنجليزية)
- جوستافو كوينتيروس على موقع عالم كرة القدم.نت (الإنجليزية)
- جوستافو كوينتيروس على موقع كووورة